# سكوت بيتي (لاعب هوكي جليد)
سكوت بيتي هو لاعب هوكي جليد كندي، ولد في 16 مايو 1968 في كيمبيرلي في كندا.

## وصلات خارجية
- سكوت بيتي على موقع دوري الهوكي الوطني (الإنجليزية)
- سكوت بيتي على موقع EliteProspects.com (الإنجليزية)
- سكوت بيتي على موقع HockeyDB.com (الإنجليزية)